# (890) Waltraut
(890) Waltraut és un asteroide pertanyent al cinturó d'asteroides descobert l'11 de març de 1918 per Maximilian Franz Wolf des de l'observatori de Heidelberg-Königstuhl, Alemanya.
Està nomenat per Waltraut, un personatge de l'òpera El crepuscle dels déus del compositor alemany Richard Wagner (1813-1883).
Forma part de la família asteroidal d'Eos.